# Wenholthausen
Wenholthausen ist ein Ortsteil der Gemeinde Eslohe in Deutschland und gehört zum nordrhein-westfälischen Hochsauerlandkreis.
Mitte 2022 hatte der Ort rund 1500 Einwohner.

## Geografie

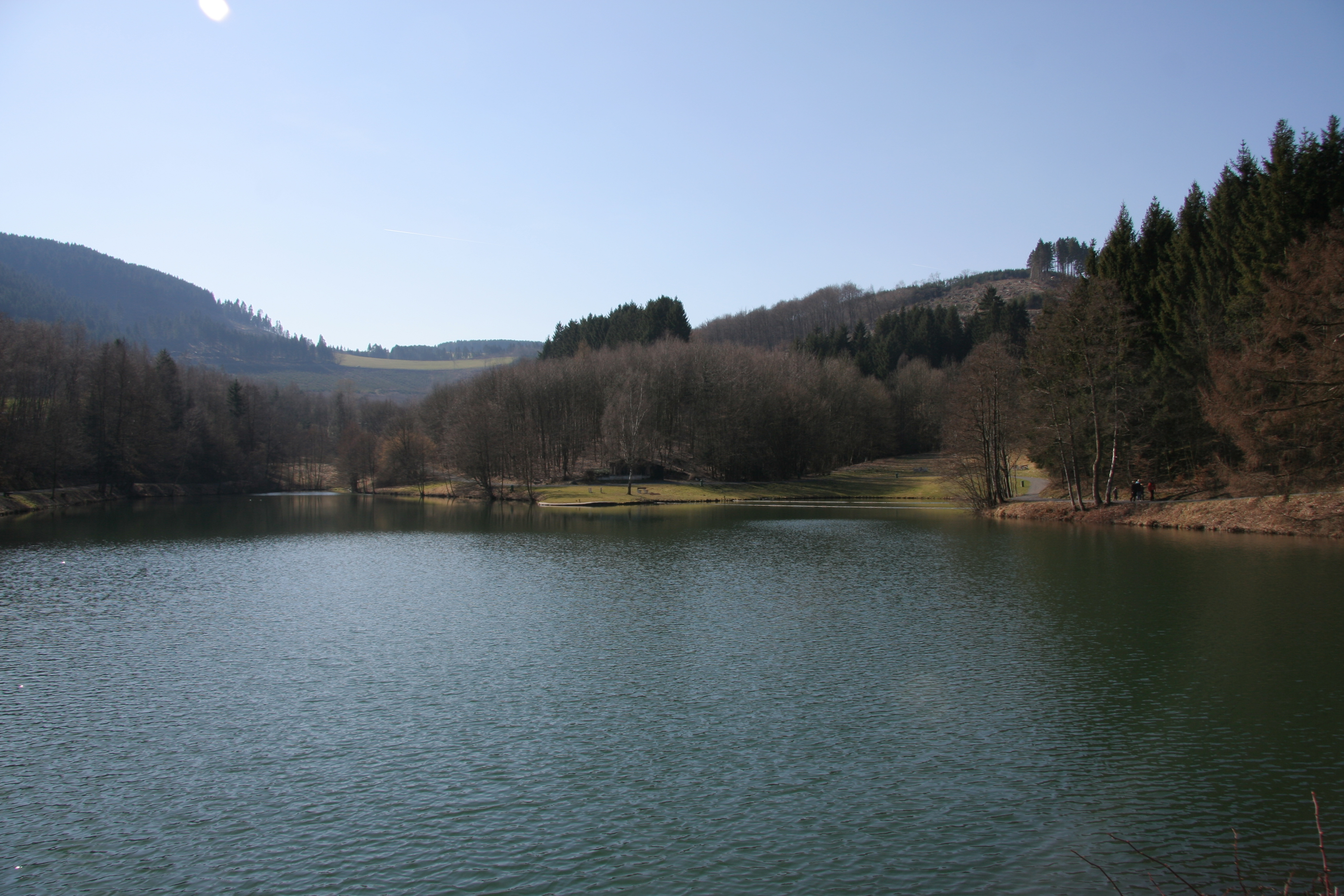
Esmecke-Stausee

Die Ortschaft liegt etwa drei Kilometer nördlich von Eslohe im Naturpark Sauerland-Rothaargebirge. Nachbarorte sind Büemke, Friedrichstal, Oesterberge, Sallinghausen und Einberg. Das ehemalige Rittergut Haus Blessenohl befindet sich rund zwei Kilometer nördlich von Wenholthausen.

### Gewässer
In Wenholthausen münden die Silpke und die Büemke von rechts sowie die Mathmecke und die Esmecke von links in die Wenne.
Der Esmecke-Stausee liegt rund anderthalb Kilometer nordwestlich von Wenholthausen.

### Schutzgebiete
Im Gebiet von Wenholthausen sind unter anderem folgende Natur- und Landschaftsschutzgebiete ausgewiesen:
- Landschaftsschutzgebiet Büemker Bachtal am östlichen Ortsrand von Wenholthausen
- Landschaftsschutzgebiet Gewann Passel nordöstlich Wenholthausen
- Landschaftsschutzgebiet Gut Blessenohl
- Landschaftsschutzgebiet Kulturlandschaftskomplex nordwestlich Wenholthausen
- Landschaftsschutzgebiet Kulturlandschaftskomplex östlich Wenholthausen
- Landschaftsschutzgebiet Kulturlandschaftskomplex westlich Wenholthausen
- Landschaftsschutzgebiet Magergrünland an Hängen östlich Wenholthausen
- Landschaftsschutzgebiet Quellbereich und Oberlauf des Habbecker Siepens südwestlich Wenholthausen
- Landschaftsschutzgebiet Silpke östlich Wenholthausen
- Landschaftsschutzgebiet Wennetal von südlich Wenholthausen bis südlich Gut Blessenohl
- Naturschutzgebiet Am Eimberg
- Naturschutzgebiet Magergrünland am Käseberg

## Geschichte
Wenholthausen, damals Wineholthusen, entstand um das Jahr 800. Im 14. Jahrhundert gehörte eine Hufe in Wenholthausen, damals „Wenholthusen“, zum Bestand des Stiftes Meschede. Frühe Anhaltspunkte über die Größe des Ortes ergeben sich aus einem Schatzungsregister (dieses diente der Erhebung von Steuern) für das Jahr 1543. Demnach gab es in „Wenholthaußen“ 27 Schatzungspflichtige; die Zahl dürfte mit den damals vorhandenen Höfen bzw. Häusern übereingestimmt haben. 
Die Freigrafschaft Wenholthausen gehörte früher zum Amt Fredeburg. Später gehörte der Ort bzw. die Gemeinde zum Amt Eslohe. Zu der Gemeinde Wenholthausen gehören die „Nebenorte“ Blessenohl, Oesterberge, Friedrichstal und Einberg. 1911 wurden die Bahnstrecken Altenhundem–Wenholthausen bzw. Finnentrop–Wennemen eröffnet. Die Strecke wurde 1999 endgültig geschlossen, wobei der eigentliche Betrieb schon Jahre vorher eingestellt wurde. 
Im Zuge der kommunalen Neugliederung von Nordrhein-Westfalen wurde die Gemeinde Wenholthausen am 1. Januar 1975 aufgelöst und in die Gemeinde Eslohe eingegliedert. Der Abbau der Bahnstrecke begann 2004 von Schmallenberg aus.
Im April 2017 wurde Wenholthausen der Titel „Staatlich anerkannter Luftkurort“ verliehen.

## Religionen
Rund 80 % der Einwohner sind katholisch. Die romanische Pfarrkirche St. Cäcilia wurde im 13. Jahrhundert errichtet. Der Gründungszeitpunkt der Pfarrei Wenholthausen ist unbekannt. Im Jahr 1364 wurde Grevenstein von der Pfarrei Wenholthausen getrennt.

## Politik

### Wappen
Blasonierung: Achtfach silbern und blau geständert.

Beschreibung: Silber und Blau sind die Farben der früheren Landesherren, der Grafen von Arnsberg. Die Form des Schildes ohne die Farben entspricht dem Schild der Edelherren von Ardey, die Inhaber der ehemaligen Freigrafschaft Wenholthausen waren. Die amtliche Genehmigung erfolgte am 27. Juni 1966.

## Wirtschaft und Infrastruktur

### Straßenverkehr
Durch den Ort verlaufen die Landesstraßen 541 (Oeventrop–Eslohe) und 839 (Arnsberg–Wenholthausen) sowie die Kreisstraßen 40 (Wenholthausen–Büemke) und 41 (Wenholthausen–Schüren).

## Kultur und Sehenswürdigkeiten

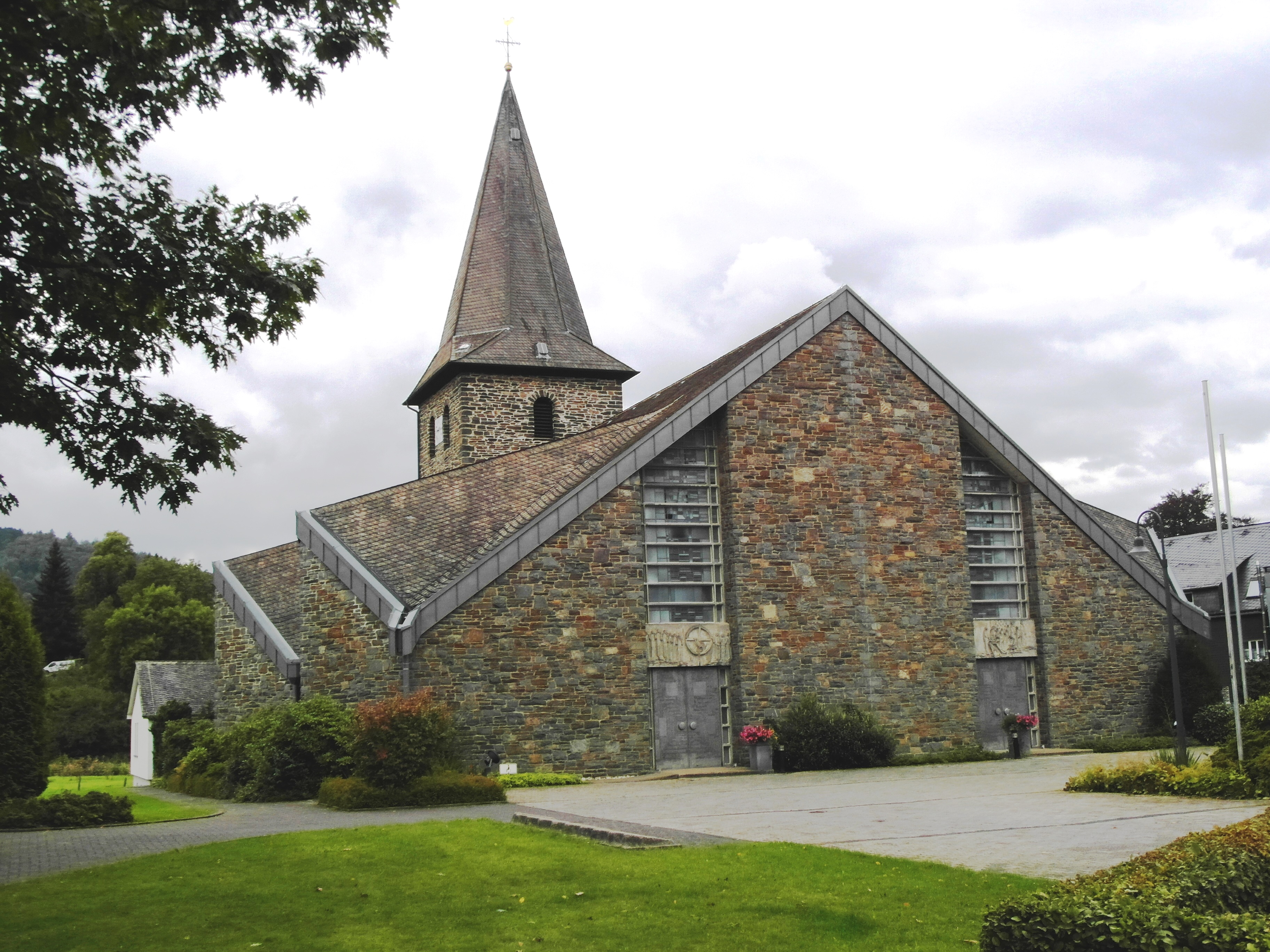
Außenansicht Pfarrkirche St. Cäcilia

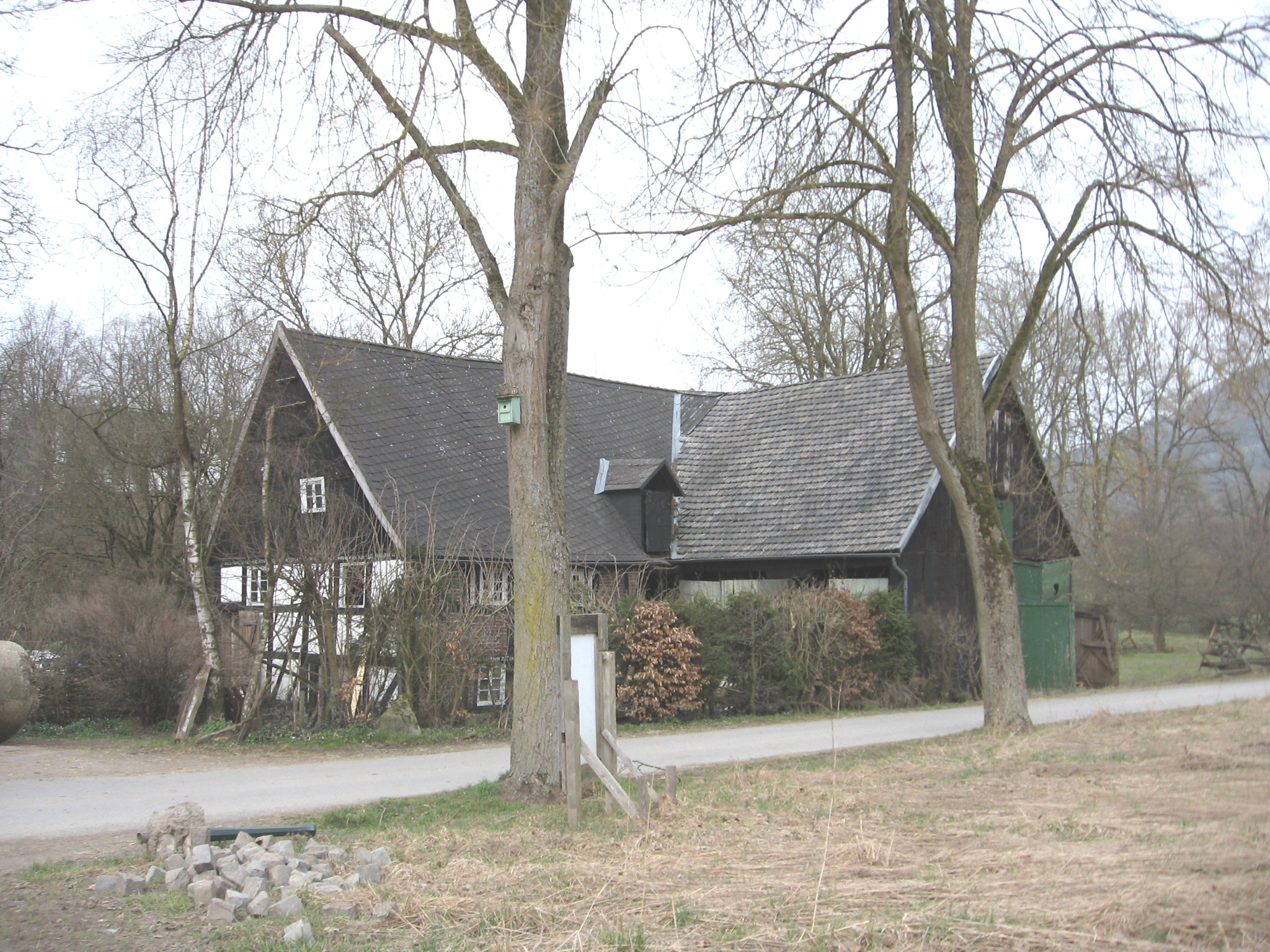
Denkmalgeschützte Mühle

### Bauwerke
→ Siehe auch: Liste der Baudenkmäler in Eslohe (Sauerland)

#### Wassermühle
1348 wurde bei Graf Gottfried IV. von Arnsberg hier an der Wenne () erstmals eine Mühle erwähnt. Die heute denkmalgeschützte Wassermühle wurde 1797 erbaut. Das unterschlächtige Stahlrad wurde 1914 angebaut, es trieb früher eine bereits 1908 installierte Fassturbine an. Die Mühle gilt als eines der ältesten Kulturdenkmale seiner Art im gesamten Sauerland.

#### Eibelkapelle und Kreuzweg
Die seit 1985 unter Denkmalschutz stehende Heilig-Kreuz-Kapelle auf dem Eibel () wurde aufgrund eines im Dreißigjährigen Krieg geleisteten Gelübdes erbaut.
Zur Kapelle führt ein vor über 100 Jahren angelegter, heute ebenfalls unter Denkmalschutz stehender Kreuzweg mit 14 Stationen.

#### Pumpenhaus
In früheren Zeiten gehörte das Pumpenhaus () zum Wenholthausener Bahnhof (km 26,4) an der heute stillgelegten Bahnstrecke Finnentrop–Wennemen. Es diente der Wasserversorgung des Wasserturms und damit unter anderem der Dampflokomotiven. Im oberen Stockwerk des Pumpenhauses war jahrzehntelang eine Bahnschreinerei eingerichtet. Heute ist das hergerichtete Pumpenhaus nach Rückbau der Gleise und Sprengung des Wasserturms das einzig verbliebene Bauwerk des ehemaligen Bahnhofs.

#### Sonstige
Sehenswert sind auch die denkmalgeschützte Eisenbahnbrücke, die Wennebrücke, der Jüdische Friedhof sowie die ortsbildprägende Pfarrkirche St. Cäcilia und die St. Hubertus Kapelle.

### Musik
Wenholthausen hat ein reges Vereinsleben. Neben dem Musikverein „Lyra“ existieren der Männergesangverein „MGV Cäcilia“ und der Frauenchor „ChoryFeen“.

### Sport
In Wenholthausen werden Planwagenfahrten, Kanufahren, Drachenfliegen und – in Zusammenarbeit mit dem örtlichen Anglerverein – Fliegenfischen an der Wenne angeboten.

#### Wanderwege
Durch Wenholthausen verlaufen der „Wennepfad“, ein 1200 Meter langer Themenweg mit zwölf Stationen und Infotafeln zur Geschichte, Kultur und Natur des Wennetals, die „Golddorfroute“, ein etwas mehr als elf Kilometer langer Rundwanderweg durch neun Dörfer, die Bundessieger beim Wettbewerb „Unser Dorf soll schöner werden“ waren sowie der 250 Kilometer lange „Sauerland-Höhenflug“ von Altena nach Korbach.

#### Radwege
Wenholthausen liegt sowohl an der Nordschleife des insgesamt 124 Kilometer langen „SauerlandRadrings“ als auch an dem 113 Kilometer langen „Ruhr-Sieg-Radweg“.

### Regelmäßige Veranstaltungen
Wie auch in anderen Orten des Sauerlandes üblich, wird jährlich ein Schützenfest gefeiert. Ausrichter ist die St.-Sebastianus-Schützenbruderschaft. Der Termin für die Wenholthauser Veranstaltung ist jeweils das zweite Wochenende im Juni. Die älteste Medaille an der Königskette ist auf das Jahr 1748 datiert.